# یواس‌اس اسواردفیش (اس‌اس‌ان-۵۷۹)
یواس‌اس اسواردفیش (اس‌اس‌ان-۵۷۹) (به انگلیسی: USS Swordfish (SSN-579)) یک زیردریایی بود که طول آن ۲۶۷ فوت ۷ اینچ (۸۱٫۵۶ متر) بود. این زیردریایی در سال ۱۹۵۷ ساخته شد.